# 1323 TCN
Năm 1323 TCN (số La Mã:MCCCXXII) là một năm trong lịch Julius.

## Sinh
- Seti I (có thể), mất khoảng măm 1279 TCN, là pharaoh thứ hai của Vương triều thứ 19 Ai Cập cổ đại. Ông là cha của Ramesses Đại đế.

## Mất
- Tutankhamun (có thể), sinh khoảng năm 1342 TCN, là pharaoh thuộc Vương triều thứ 18 Ai Cập cổ đại.
- Ankhesenamun (có thể), sinh khoảng năm 1347 TCN, là Công chúa Ai Cập thuộc Vương triều thứ 18, con gái pharaoh Akhenaten, đồng thời là vợ của Tutankhamun.